# Chicago Surface Lines
Le Chicago Surface Lines (CSL) a été le gestionnaire du réseau de tramways de la ville de Chicago dans l'Illinois, à partir de 1913 jusqu'en 1947, avant que ses actifs ne soient repris par la Chicago Transit Authority (CTA).

## Historique
Les premiers tramways ont fait leur apparition en 1858, il s'agissait à l'époque de tramways hippomobiles gérés par la Chicago City Railway Company d'un côté et par la North Chicago City Railway Company d'un autre.
Ce moyen de transport était lent et ralentissait lui-même le trafic en ville et dès 1881, la Chicago City Railway a été la première à les remplacer par des Cable Car  (comme on en trouve encore aujourd'hui à San Francisco) avant d'être imitée par la Chicago Passenger Railway (1883) et la West Chicago Street Railroad Company (1887).
La ville de Chicago possédait d'ailleurs le plus grand système de Cable Car dans le monde. 
La North Chicago City Railway Company et la West Chicago Street Railroad Company appartenaient à un consortium d'actionnaires emmenés par Charles Yerkes,, qui enrichi par ces compagnies se lança plus tard activement dans la construction du métro de Chicago ('L').
Dès 1887, les tramways à propulsion électriques firent également leur apparition mais pas dans le centre de Chicago ; les compagnies étant de prime abord très hésitantes face aux lourds investissements nécessaires. La Calumet Electric Street Railway eut donc ce privilège en reliant la périphérie de Chicago aux villes avoisinantes proches. Face au succès de ce nouveau mode de transport, les autres compagnies lui emboitèrent le pas et dès 1895, la moitié du réseau de Cable Car avait fait place aux tramways électriques.

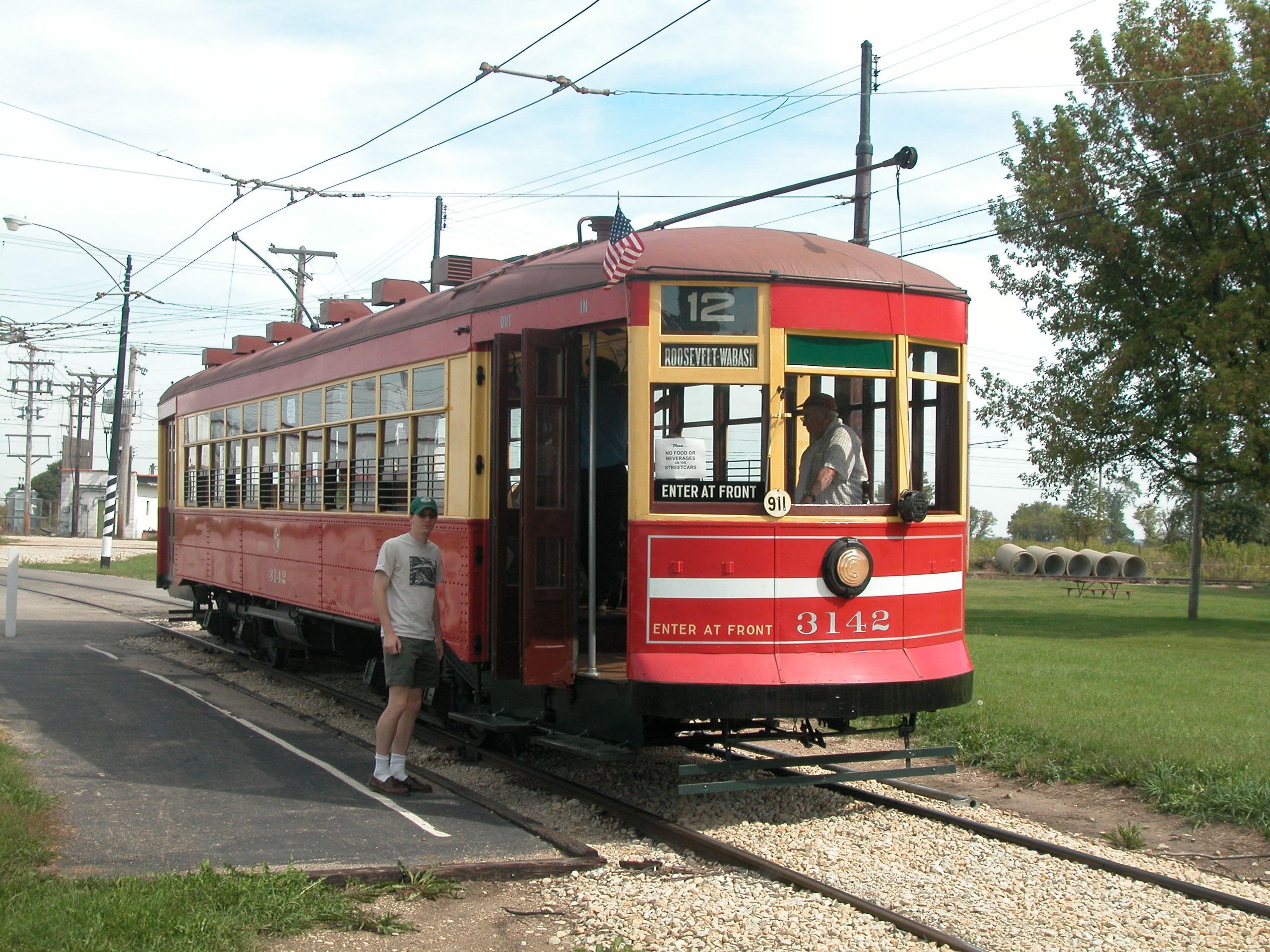
Un tram du modèle 3142 (mise en service en 1923) exposé à l'Illinois Railway Museum, le plus grand musée ferroviaire des États-Unis, à proximité de Chicago.

La transformation du réseau se termina en 1906.
Au début des années 1900, l'avènement du métro de Chicago (communément appelé « Chicago 'L' ») obligea plusieurs compagnies à fusionner afin de prolonger leur licences mais surtout de limiter les coûts d'utilisation. 
L'ordonnance de règlement de 1907 a imposé des exigences d'exploitation sur les différents réseaux et la ville appuya la création de la Chicago City Railway Company, de la Chicago Railways et surtout du Board of Supervising Engineers (Chicago Traction), qui avait pour but de chapeauter l'exploitation des différents réseaux, de s'assurer de leur conformité et de l'amélioration des voiries utilisées. 
Malgré l'élargissement du Chicago 'L' et la diminution d'intérêt pour les tramways moins rapides que le métro, plusieurs lignes furent encore construites sous l'égide de nouvelles petites compagnies à la durée de vie très courte puisque le Chicago Traction appela  en 1913 à une réorganisation complète du réseau centralisée sous la tutelle de la Chicago Surface Lines (CSL) dans laquelle les compagnies absorbées ont reçu des actions en compensation. 
L'unification légale et pratique des quatre compagnies majeurs restantes a commencé en 1914 en même temps que l'unification des compagnies de métro de la ville. 
Les années 1920 ont vu une croissance soutenue malgré la concurrence croissante de l'automobile (en 1926, par exemple le réseau de tramways de Chicago transportait encore vingt pour cent de plus que le Chicago 'L'. 
En 1930, la CSL a introduit cinq lignes de trolleybus sur son réseau en remplacement de lignes de tramway. À cette époque la compagnie se décrivait elle-même, et à raison, comme la plus grande compagnie de transport au monde. Elle gérait 1700 kilomètres de voies de tramway sur lesquelles roulaient 3100 véhicules qui transportaient annuellement plus d'1,5 milliard de passagers.
Le réseau connu son pic historique lors de l'ouverture de l'Exposition universelle de 1933 (A Century of Progress). 
Malgré la grande dépression dans laquelle le pays restait englué, la CSL fut une nouvelle fois pionnière puisqu'elle appela les autres compagnies américaines à une unification du standard des véhicules commandés. C'est ainsi qu'en 1936, elle étrenna ses 83 nouveaux tramways PCC (pour un prix global de 1,3 million de dollars). 

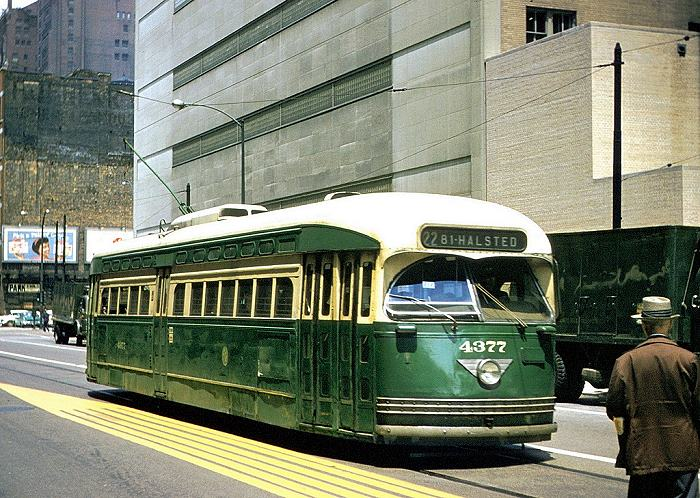
Tram du modèle 4377 en service sur Harrison Street (en 1950).

Peu de temps après, les difficultés financières liés à la Seconde Guerre mondiale devinrent problématiques pour la bonne gestion de la compagnie. En outre l'ouverture du State Street Subway en 1943 limita l'intérêt des Chicagoans pour leur système de tramway, la CSL réagit en introduisant plusieurs lignes de bus moins couteux sur des lignes de tram abandonnées mais en 1944, la compagnie en faillite virtuelle fut placée sous la tutelle de la ville. 
Une commande de 600 Tramway PCC fut encore introduite afin de remplacer les plus anciens véhicules mais le déclin du tram à Chicago allait suivre une cadence aussi rapide que son développement.
En 1947, la ville de Chicago et l'État de l'Illinois créent une nouvelle agence, la Chicago Transit Authority (CTA), avec le but de rationaliser les transports de Chicago en absorbant les actifs de la CSL et du Chicago Rapid Transit (CRT) gestionnaire du Chicago 'L' et dans une situation similaire.  
Le réseau de tram fut progressivement réduit à l'image d'une ville en pleine mutation qui fit place aux autoroutes entrainant ainsi la disparition de quartiers insalubres et de plusieurs centaines de kilomètres de tram. 
Une des premières décisions fut de revendre et de mettre au rebut les tramways reçus en héritage de la Chicago Surface Lines (3100 tramways au total) pour ne conserver que ceux attachés aux lignes majeures du réseau. La Chicago Transit Authority remplaça progressivement ses services par des bus dont le cout d’exploitation était nettement inférieur. 
Du réseau de la CSL qui gérait encore plus d'une centaine de lignes de tram en 1945, il n'en restait plus que 24 en 1952 (4 – 8 – 9 – 12 – 16 – 20 – 21 – 22 – 36 – 38 – 42 – 43 – 45 – 49 – 52 – 56 – 60 – 63 – 66 & 67).
Une partie du matériel obsolète de la dernière commande de PCC fut désossé et utilisé pour la construction des rames de la série 6000 du Chicago 'L'.
Le dernier tramway de Chicago fut retiré du service en 1958 et de nos jours, seule la ligne Chicago, South-Shore & South-Bend subsiste sous la tutelle du Metra: elle offre un service de banlieue de Chicago à South-Bend et ses rames circulent encore au milieu de la rue à de nombreux endroits sur des vestiges de la Chicago Surface Lines.

## Les lignes

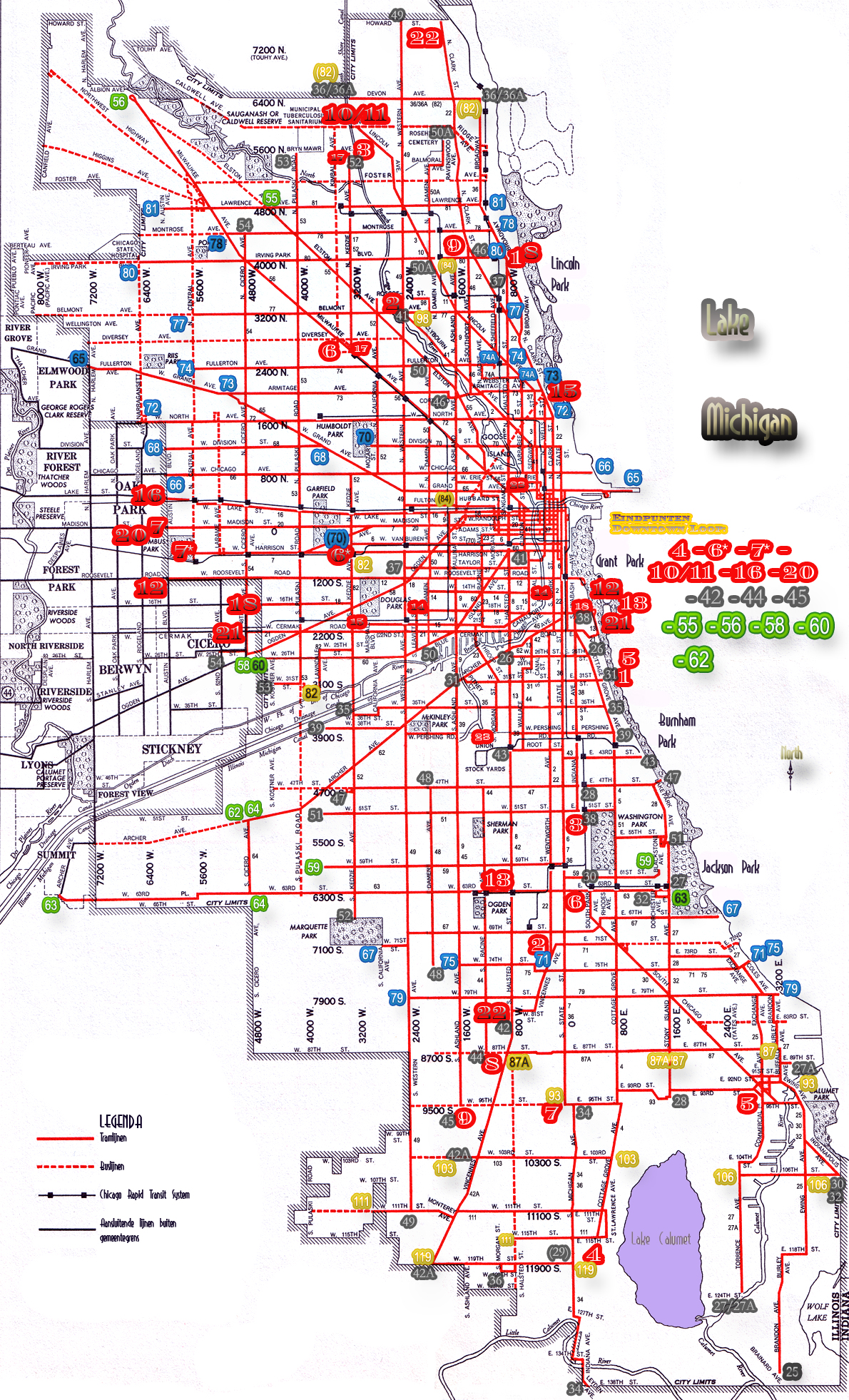
Plan de la CSL de 1930.

La carte montre le réseau de 1930. Seules trois lignes de trolleybus existaient déjà à ce moment-là (55A, 76 en 85) mais malgré ces modifications, le réseau qui resta quasi inchangé jusqu'en 1937 était toujours le plus grand du monde.
Dans une volonté de clarté, les lignes sont divisées en différents groupes tels que la CSL l'avait introduit sur son réseau pour ses passagers ; 
- Les Trough Routes (1-23 en rouge) qui traversaient la ville par le secteur financier du Loop ;
- Les lignes traversant la ville du nord au sud dans les quartiers ouest (24-54 en gris, le chiffre le plus élevé étant la ligne la plus à l'ouest), les lignes diagonales (55-64 en vert) ;
- Les lignes ouest-est dans le nord de la ville (65-81 en bleu, le chiffre le plus élevé étant la ligne la plus au nord) ;
- Les lignes ouest-est dans le sud de la ville (82-99, le chiffre le plus élevé étant la ligne la plus au sud) ;
- Les lignes nord-sud dans le sud de la ville uniquement (100-119 en jaune).

Il fallut attendre 1923 pour que les numéros des lignes soient affichés sur les tramways, les tronçons les plus fréquentés de ces lignes bénéficiaient également d'un renfort avec le même numéro de ligne à côté duquel de chauffeur faisait apparaître la mention Short Turn et le nom du dernier arrêt à côté.

### Sources et bibliographie
- Halperin, Robert, Great Lakes Trolleys in Color, Morning Sun Books Inc., Scotch Plains, NJ, 2004
- Lind, Alan R., Chicago Surface Lines: An illustrated history, Transport History Press, Fores Park, Ill., 2de editie, 1974
- Kasin, Seymour en Harre Demoro, PCC, An American Original, Interurban Press, Special 104, Glendale, Calif., 1986
- Schneider, Fred W. III en Stephen P. Carlson, PCC from Coast to Coast, Interurban Press, Special 86, Glendale, Calif., 1983